# Яшкин, Алексей Михайлович
Алексей Михайлович Яшкин (род. 27 июля 1965, Красноярск, СССР) — советский и российский хоккеист и спортивный функционер. Шестикратный чемпион Чехии в составе команды «Всетин». Сын Дмитрий — хоккеист сборной Чехии.

## Биография
Выступал за красноярский «Сокол». Проходил службу в армии, выступая за новосибирский СКА. В сезоне 1988/89 дебютировал за воскресенский «Химик» в высшей лиге СССР. За команду выступал с 1988 по 1994 год, в том числе выступал в четырёх розыгрышах чемпионата СССР и двух розыгрышах чемпионата России. Участник Суперсерии 1990 и 1991 годов. Всего в высшей лиге СССР сыграл 133 матча, а в российской лиге — 51 матч.
В 1994 году стал игроком команды чешской второй лиги «Всетин». В следующем сезоне поднялся вместе с командой в элиту. Всего в составе клуба провёл более 10 лет, завоевал 6 золотых и 1 серебряную медаль чемпионата Чехии. С 2005 по 2007 год провёл 2 сезона в третьей лиге Чехии за команду «Валашске-Мезиржичи», после чего завершил карьеру игрока.
С 2006 по 2012 год работал спортивным директором во «Всетине». С 2012 по 2013 год был генеральным директором братиславского хоккейного клуба «Слован». С 2013 по 2018 год работал директором по развитию игроков «Слована».